# 阿尔卡什 (马塞杜-迪卡瓦莱鲁什)
阿尔卡什 (马塞杜-迪卡瓦莱鲁什)是葡萄牙布拉干萨区的一个堂区。总面积23.12平方公里，总人口389人，人口密度16.8人/平方公里。